# Hernán Buenahora
Hernán Buenahora Gutiérrez (Barichara, 18 marzo 1967) è un ex ciclista su strada colombiano.
Professionista dal 1990 al 2011, in carriera ha vinto una Volta Ciclista a Catalunya e numerose competizioni tra Colombia e Venezuela.

## Carriera
Passato professionista nel 1990, fu attivo per squadre spagnole (tra cui Kelme per sette stagioni) e italiane dal 1991 al 2004, prima di tornare definitivamente a gareggiare per squadre sudamericane a partire dal 2005.
In carriera si aggiudicò undici tappe alla Vuelta a Colombia (una nel 1990, una nel 1994, una nel 1996, una nel 1997, quattro nel 2001, una nel 2005 e due nel 2006) e la classifica generale nella medesima competizione nel 2001, due tappe e la classifica generale della Volta Ciclista a Catalunya 1998, il Trofeo Poggiridenti nel 2002, due tappe e la classifica generale del Clásico RCN nel 2004, tre tappe alla Vuelta al Táchira (una nel 2006 e due nel 2007) e la vittoria finale della corsa nel 2007, il Clásico Ciclístico Banfoandes nel 2006.
Da professionista partecipò inoltre a nove edizioni del Giro d'Italia (dove ebbe come miglior piazzamento un sesto in classifica generale), sei del Tour de France (decimo), cinque della Vuelta a España (tredicesimo) e a due campionati del mondo (in entrambe le occasioni non concluse la corsa).

## Palmarès
- 1989 (dilettanti)

12ª tappa Vuelta y Ruta de México
- 1990 (Café de Colombia, due vittorie)

5ª tappa Vuelta al Táchira (San Cristóbal > Siberia)
7ª tappa Vuelta a Colombia (Tunja > La Mesa)
- 1991 (Kelme, una vittoria)

Classifica generale Clásica de Santander
- 1994 (Kelme, una vittoria)

11ª tappa Vuelta a Colombia (Neiva > Girardot)
- 1996 (Kelme, una vittoria)

11ª tappa Vuelta a Colombia
- 1997 (Kelme, una vittoria)

3ª tappa Vuelta a Colombia (Tunja > Zipaquirá)
- 1998 (Vitalicio Seguros, tre vittorie)

6ª tappa Volta Ciclista a Catalunya (Tàrrega > Taüll)
7ª tappa Volta Ciclista a Catalunya (Alt de Boí-Taüll > Arcalís)
Classifica generale Volta Ciclista a Catalunya
- 1999 (Vitalicio Seguros, una vittoria)

8ª tappa Clásico RCN (Manizales > Medellín)
- 2001 (Selle Italia, cinque vittorie)

6ª tappa Vuelta a Colombia (Chinchiná > Medellín)
7ª tappa Vuelta a Colombia (Medellín > Alto del Escobero)
9ª tappa Vuelta a Colombia (Manizales > Honda)
15ª tappa Vuelta a Colombia (Bogotà > Alto de Patios)
Classifica generale Vuelta a Colombia
- 2002 (Cage Maglierie, una vittoria)

Trofeo Poggiridenti
- 2003 (05-Orbitel, due vittorie)

1ª tappa Vuelta a la Gobernación Norte de Santander (Los Santos)
Classifica generale Vuelta a Gobernación Norte de Santander
- 2004 (Labarca 2, tre vittorie)

Prologo Clásico RCN (Bucaramanga)
7ª tappa Clásico RCN (Envigado > Alto del Escobero)
Classifica generale Clásico RCN
- 2005 (Café Baqué, due vittorie)

13ª tappa Vuelta a Colombia (cronometro)
Classifica generale Clásico Ciclístico Virgen de La Consolación
- 2006 (Gobernación del Zulia, quattro vittorie)

6ª tappa Vuelta al Táchira (El Vigía > Bailadores)
13ª tappa Vuelta a Colombia (Ciudad Bolívar > Medellín)
14ª tappa Vuelta a Colombia (cronometro)
Classifica generale Clásico Ciclístico Banfoandes
- 2007 (Gobernación del Zulia, tre vittorie)

4ª tappa Vuelta al Táchira (Ejido > La Azulita)
12ª tappa Vuelta al Táchira (San José de Bolívar > Queniquea)
Classifica generale Vuelta al Táchira
- 2008 (Lotería de Boyacá, due vittorie)

8ª tappa Vuelta a Colombia (Medellín > Santa Elena, cronometro)
11ª tappa Vuelta a Colombia (Mariquita > La Línea)

### Altri successi
- 1990 (Café de Colombia)

Classifica scalatori Vuelta al Táchira
Classifica combinata Vuelta a Colombia
- 2011 (GW-Shimano)

1ª tappa Vuelta a Antioquia (Caucasia, cronosquadre)

## Piazzamenti

### Grandi Giri
- Giro d'Italia

1993: ritirato (7ª tappa)
1994: ritirato (21ª tappa)
1995: 18º
1996: 11º
1997: ritirato (8ª tappa)
1998: 27º
1999: 15º
2000: 6º
2001: 13º
- Tour de France

1994: 18º
1995: 10º
1996: ritirato (1ª tappa)
1997: 22º
1998: ritirato (10ª tappa)
1999: 64º
- Vuelta a España

1991: ritirato (10ª tappa)
1992: 16º
1993: 13º
1996: ritirato (12ª tappa)
2004: 32º

### Classiche monumento
- Milano-Sanremo

1999: ritirato

### Competizioni mondiali
- Mondiali su strada

Oslo 1993 - In linea: ritirato
Agrigento 1994 - In linea: ritirato